# Bundesstatistikgesetz (Deutschland)
Das Bundesstatistikgesetz (Gesetz über die Statistik für Bundeszwecke – BStatG) regelt die Grundlagen des Organisations- und Verfahrensrechts sowie das materielle Recht der Bundesstatistik in Deutschland. Es gibt den Rahmen vor, an dem sich die einzelstatistischen Gesetze und Rechtsvorschriften in Deutschland orientieren müssen und gilt seit dem Inkrafttreten seines Vorläufers 1953 als „Grundgesetz“ der  amtlichen Statistik.

## Geschichtliche Entwicklung
Für das Recht der Reichsstatistik, deren Durchführung weitgehend bei der im Jahr 1872 errichteten Reichsbehörde, dem  Kaiserlichen Statistischen Amt (dem späteren  Statistischen Reichsamt) gelegen hatte, gab es keine allgemeine und umfassende Regelung. Lediglich für einzelne Gebiete waren besondere Rechtsgrundlagen geschaffen worden, so z. B. für die Außenhandels-, die Produktions- und die Finanzstatistik sowie die Volkszählung.
Das Gesetz über die Errichtung eines Statistischen Amtes des Vereinigten Wirtschaftsgebiets vom 21. Januar 1948 hat erstmals in der amerikanischen und britischen Zone eine allgemeine Grundlage der in diesem Gebiet zu führenden Statistik geschaffen. Nach Gründung der Bundesrepublik wurde das Gesetz auf das Gebiet der französischen Zone ausgedehnt. Diesem Gesetz fehlten jedoch wesentliche materielle Bestimmungen, wie z. B. zur Auskunfts- und Geheimhaltungspflicht.

### Inkrafttreten des Gesetzes über die Statistik für Bundeszwecke (StatGes) 1953
Mit dem Gesetz über die Statistik für Bundeszwecke (StatGes) sind 1953 erstmals in der deutschen Statistik die Grundlagen des Organisations-, des Verfahrensrechts- und des materiellen Rechts der Statistik allgemein festgelegt worden.
Das StatGes ist am 25. September 1953 in Kraft getreten und regelte erstmals u. a. die Organisation und die Aufgaben des  Statistischen Bundesamtes und des Statistischen Beirats sowie die  Auskunfts- und  Geheimhaltungspflicht allgemein für die amtliche Statistik.

### Novellierung 1980 – Das StatGes wird durch das BStatG abgelöst
Durch das Gesetz über die Statistik für Bundeszwecke (Bundesstatistikgesetz – BStatG) vom 14. März 1980 wurde das StatGes abgelöst. Bezweckt wurden die Verbesserung der Aktualität, Flexibilität und Qualität der Bundesstatistik. Die Regelungen über die statistische Geheimhaltung wurden vor allem unter dem Aspekt der neueren Datenschutzgesetzgebung weiterentwickelt.

### Novellierung 1987 unter Berücksichtigung des Volkszählungsurteils
Eine größere allgemeine Aufmerksamkeit hat das BStatG erfahren, als das Bundesverfassungsgericht die für das Jahr 1983 geplante Volkszählung mit seinem sogenannten „Volkszählungsurteil“ vom 15. Dezember 1983 stoppte und das Recht auf informationelle Selbstbestimmung entwickelte. Dieses stellte erweiterte Anforderungen an die amtliche Statistik bei der Erhebung und Aufbereitung  personenbezogener Daten, woraufhin das BStatG 1987 grundlegend novelliert wurde. Insbesondere die Einführung der Vorschriften über Erhebungs- und Hilfsmerkmale sowie über Trennung und Löschung der Hilfsmerkmale trug der statistischen Geheimhaltung und dem Datenschutz Rechnung. Zudem wurden besondere Anforderungen an Beauftragte (Zähler/-innen und Interviewer/-innen) der statistischen Ämter festgelegt und die Ausnahmeregelungen zur statistischen Geheimhaltung eingeschränkt. Zur Fortentwicklung des statistischen Instrumentariums wurden u. a. Vorschriften über Zugriffsmöglichkeiten auf Daten aus allgemein zugänglichen Quellen und aus öffentlichen Registern sowie über Aufbereitung von Daten aus dem Verwaltungsvollzug geschaffen.

### Änderungen durch Artikel 13 des „Gesetzes zur Förderung der elektronischen Verwaltung sowie zur Änderung weiterer Vorschriften“
Durch Art. 13 des Gesetzes zur Förderung der elektronischen Verwaltung sowie zur Änderung weiterer Vorschriften wurde u. a. in § 11a BStatG die Pflicht zur elektronischen Datenübermittlung für Behörden und Unternehmen sowie in § 10 Absatz 2 BStatG die Möglichkeit der Speicherung von Statistikdaten in georeferenzierten Gitterzellen zur verbesserten kleinräumigen Darstellung eingeführt.

### Novellierung 2016
Eine weitere umfassende Novellierung des Gesetzes folgte 2016 durch Art. 1 des Gesetzes zur Änderung des Bundesstatistikgesetzes und anderer Statistikgesetze. Schwerpunkt der Änderung war die Entlastung der Auskunftgebenden durch stärkere Nutzung von Verwaltungsdaten sowie die Flexibilisierung und Modernisierung der amtlichen Statistik. Zudem wurde eine Harmonisierung von Bundesrecht mit dem Recht der Europäischen Union vorgenommen.

## Inhalt des Gesetzes

### Statistik für Bundeszwecke
In § 1 BStatG werden Aufgaben und Zweck der Bundesstatistik in allgemeiner Form beschrieben. Hiernach hat die Bundesstatistik im föderativ gegliederten System der amtlichen Statistik die Aufgabe, laufend Daten über Massenerscheinungen zu erheben, zu sammeln, aufzubereiten, darzustellen und zu analysieren. Die Grundsätze der Neutralität, Objektivität und fachlichen Unabhängigkeit bilden die Leitmaxime der amtlichen Statistik und sind ebenfalls in § 1 BStatG normiert. Zweck der Bundesstatistik ist die Unterstützung von Bund, Ländern, Gesellschaft, Wirtschaft, Wissenschaft und Forschung durch ihre Ergebnisse. Sie ist nach § 1 BStatG die Voraussetzung für eine am Sozialstaatsprinzip ausgerichtete Politik.

### Statistisches Bundesamt und Statistischer Beirat
Die Rechtsstellung und Einrichtung des Statistischen Bundesamtes und dessen Aufgaben werden in §§ 2 und 3 BStatG beschrieben. § 4 BStatG regelt die Institution des Statistischen Beirats, eines Nutzergremiums, welches das Statistische Bundesamt berät. Näheres zur Zusammensetzung und zu den Aufgaben des Statistischen Beirats bestimmt dessen Geschäftsordnung.

### Anordnung von Bundesstatistiken und Nutzung von Verwaltungsdaten
Bundesstatistiken werden nach § 5 Absatz 1 BStatG grundsätzlich durch Gesetz angeordnet. Hierzu enthalten die Absätze 2 bis 5 Ausnahmen. So können unter bestimmten Voraussetzungen Bundesstatistiken durch Rechtsverordnung angeordnet werden. Bundesstatistiken, bei denen Angaben ausschließlich aus allgemein zugänglichen Quellen verwendet werden, bedürfen keiner Anordnung durch Gesetz oder Rechtsverordnung. Die Mindestanforderungen an eine Bundesstatistik anordnende Rechtsvorschrift regelt § 9 BStatG. Hiernach muss eine solche die Erhebungsmerkmale, die Hilfsmerkmale, die Art der Erhebung, den Berichtszeitraum oder den Berichtszeitpunkt, die Periodizität und den Kreis der zu Befragenden bestimmen.
Vor der Anordnung oder Änderung einer Bundesstatistik hat das Statistische Bundesamt nach § 5a BStatG jedoch zu prüfen, ob bei Stellen der öffentlichen Verwaltung für die Erstellung der jeweiligen Bundesstatistik bereits qualitativ geeignete Daten vorhanden sind. Ist dies der Fall, so sollen diese Verwaltungsdaten vorrangig für die Statistikerstellung verwendet werden. § 5a BStatG wurde 2016 neu eingefügt, um den Auskunftsaufwand für Auskunftgebende zu minimieren und die amtliche Statistik zu entlasten.
Die weitere Ausnahme zum Grundsatz der Anordnungspflicht bildet § 7 BStatG, wonach Erhebungen für besondere Zwecke keiner Anordnung bedürfen. Dabei handelt es sich um Erhebungen auf freiwilliger Grundlage zur Bewältigung eines kurzfristig auftretenden Datenbedarfs für bestimmte Zwecke oberster Bundesbehörden und zur Klärung wissenschaftlich-methodischer Fragestellungen auf dem Gebiet der Statistik. Inhalt und Ausmaß solcher Erhebungen werden durch die in § 7 BStatG genannten Voraussetzungen begrenzt.

### Erhebungs- und Hilfsmerkmale
Erhebungs- und Hilfsmerkmale werden in § 10 Absatz 1 BStatG definiert.
Erhebungsmerkmale umfassen Angaben über persönliche und sachliche Verhältnisse, die zur statistischen Verwendung bestimmt sind. Aus diesen werden die statistischen Ergebnisse erstellt.
Hilfsmerkmale sind Angaben, die der technischen Durchführung von Bundesstatistiken dienen. Darunter fallen z. B. der Name, der Vorname und die Anschrift. Sie dienen vor allem der Identifikation der Befragten und ermöglichen die Prüfung eines vollständigen Rücklaufs ausgegebener Erhebungsunterlagen. Sie sind aufgrund ihres identifizierenden Charakters nach § 12 Absatz 1 BStatG grundsätzlich zu löschen, sobald bei den statistischen Ämtern die Prüfung der Erhebungs- und Hilfsmerkmale auf ihre Schlüssigkeit und Vollständigkeit abgeschlossen ist. Sie sind zudem von den Erhebungsmerkmalen zum frühestmöglichen Zeitpunkt zu trennen und gesondert aufzubewahren.
Die Unterscheidung zwischen Erhebungs- und Hilfsmerkmalen und die Bestimmung der Löschung zum frühestmöglichen Zeitpunkt sind Ausfluss des  Volkszählungsurteils des Bundesverfassungsgerichts und für die Gewährleistung der statistischen Geheimhaltung von zentraler Bedeutung.

### Auskunftspflicht
Für die Funktionsfähigkeit der amtlichen Statistik ist ein möglichst hoher Grad an Genauigkeit und Wahrheitsgehalt der erhobenen Daten notwendig. Voraussetzung einer Befragung auf freiwilliger Basis ist, dass die Aussagekraft der Statistik in gleicher Weise gewährleistet bleibt wie bei Befragungen mit Auskunftsverpflichtung. Nach § 15 Absatz 1 BStatG hat die eine Bundesstatistik anordnende Rechtsvorschrift festzulegen, ob und in welchem Umfang die Erhebung mit oder ohne Auskunftspflicht erfolgen soll. Ist eine Auskunftspflicht festgelegt, so sind die Befragten zur Beantwortung der ordnungsgemäß gestellten Frage verpflichtet. Inhalt und Form einer ordnungsgemäßen Beantwortung sind in den Absätzen 3 bis 6 des § 15 BStatG geregelt.
Wer vorsätzlich oder fahrlässig eine Auskunft nicht, nicht richtig, nicht vollständig oder nicht rechtzeitig erteilt, handelt nach § 23 Absatz 1 BStatG ordnungswidrig. Ebenso ordnungswidrig ist nach Absatz 2 die Erteilung der Antwort in nicht vorgeschriebener Form oder die Nichtnutzung des in § 11a BStatG genannten elektronischen Verfahrens zur Datenübermittlung. Die Ordnungswidrigkeit kann mit einer Geldbuße bis zu 5.000 € geahndet werden.

### Statistische Geheimhaltung
Korrespondierend zur Auskunftspflicht der Befragten wird die amtliche Statistik durch § 16 BStatG zur Geheimhaltung von Einzelangaben, die für die Bundesstatistik gemacht werden, verpflichtet. Das Statistikgeheimnis dient dem Schutz des Einzelnen vor der Offenlegung seiner persönlichen und sachlichen Verhältnisse und damit der Erhaltung des Vertrauensverhältnisses zwischen den Befragten und den statistischen Ämtern. So sollen die Zuverlässigkeit der Angaben und die Berichtswilligkeit der Befragten gewährleistet werden. Im Hinblick auf den Schutz des Rechts auf informationelle Selbstbestimmung der Befragten ist das Statistikgeheimnis unverzichtbar.
Enge Ausnahmen von der Geheimhaltung sind ebenfalls in § 16 BStatG geregelt oder können durch besondere Rechtsvorschrift bestimmt werden. So unterliegen Einzelangaben z. B. nicht dem Statistikgeheimnis, wenn die Betroffenen in deren Übermittlung oder Veröffentlichung eingewilligt haben, wenn sie mit Angaben anderer Befragter zusammengefasst und in statistischen Ergebnissen dargestellt oder wenn sie den Befragten oder Betroffenen nicht zuzuordnen sind.
Eine weitere wichtige Ausnahme bildet § 16 Absatz 6 BStatG mit dem sog. Wissenschaftsprivileg. Danach können für die Durchführung wissenschaftlicher Vorhaben Einzelangaben in faktisch anonymisierter Form an Hochschulen oder sonstige Einrichtungen mit der Aufgabe unabhängiger wissenschaftlicher Forschung übermittelt werden. Auch können diesen innerhalb speziell abgesicherter Bereiche der statistischen Ämter Zugang zu formal anonymisierten Einzelangaben gewährt werden. Bei faktisch anonymisierten Einzelangaben handelt es sich um solche, die nur mit einem unverhältnismäßig großen Aufwand an Zeit, Kosten und Arbeitskraft zugeordnet werden können. Dahingegen beinhaltet die formale Anonymisierung lediglich die Entfernung der direkten Identifikatoren, wie Name und Anschrift. Der Merkmalsumfang und die fachlichen und regionalen Gliederungen bleiben dagegen erhalten.
Die Einzelangaben mit anderen Angaben zum Zwecke der Reidentifizierung zusammenzuführen, ist nach § 21 BStatG verboten (Reidentifizierungsverbot) und nach § 22 BStatG wegen der überragenden Bedeutung des Statistikgeheimnisses sogar strafbar.